# Малка рогата чучулига
Малка рогата чучулига (Eremophila bilopha) е вид птица от семейство Чучулигови (Alaudidae).

## Разпространение и местообитание
Разпространен е в Алжир, Египет, Западна Сахара, Израел, Йордания, Ирак, Кувейт, Либия, Мавритания, Мароко, Саудитска Арабия, Сирия и Тунис.